# Oregon-Ahorn
Der Oregon-Ahorn (Acer macrophyllum), auch Großblättriger Ahorn genannt, ist eine Pflanzenart aus der Gattung der Ahorne (Acer) innerhalb der Familie der Seifenbaumgewächse (Sapindaceae). Dieser Laubbaum kommt nur im westlichen Nordamerika vor.

## Beschreibung

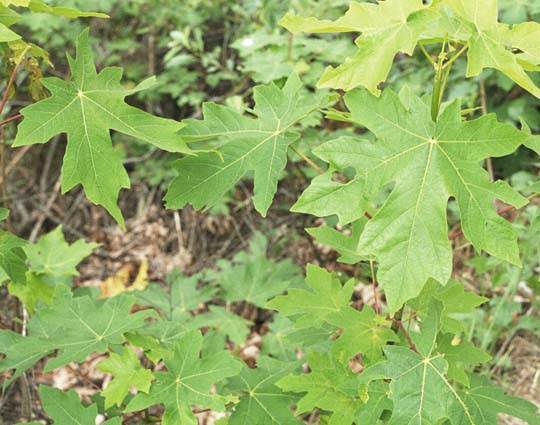
Laubblätter

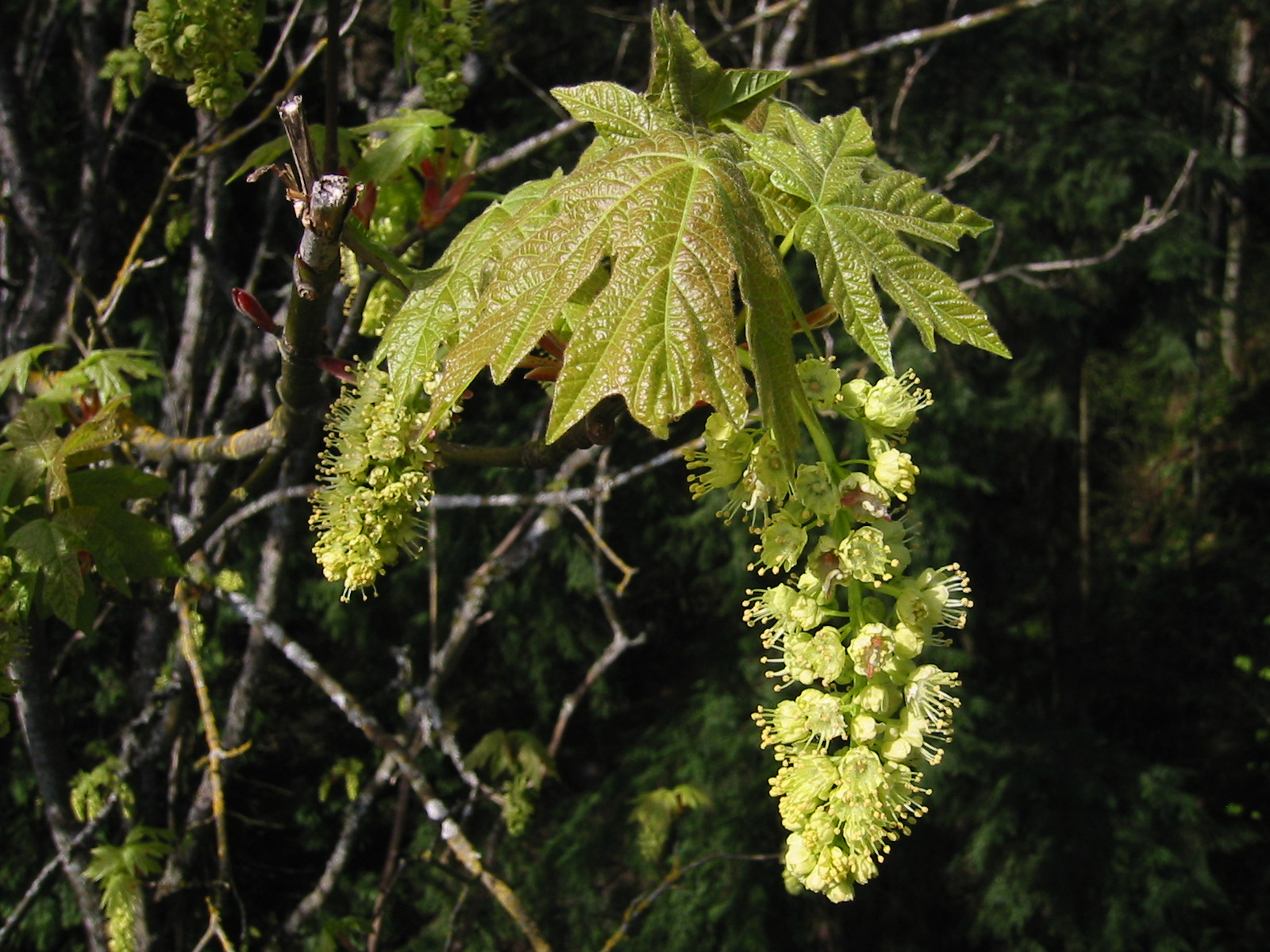
Junge Laubblätter und Blütenstände

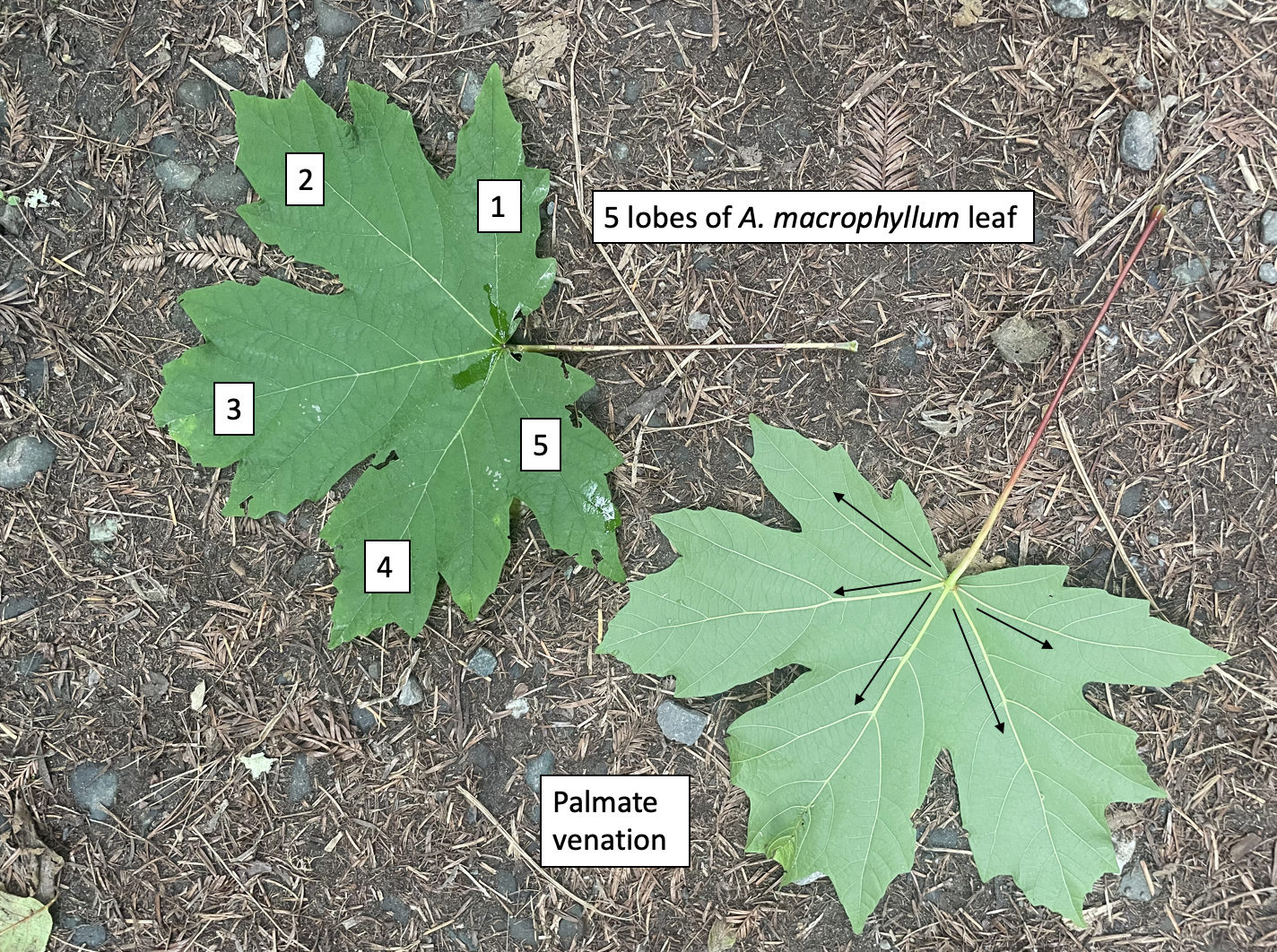
Typische Blatt

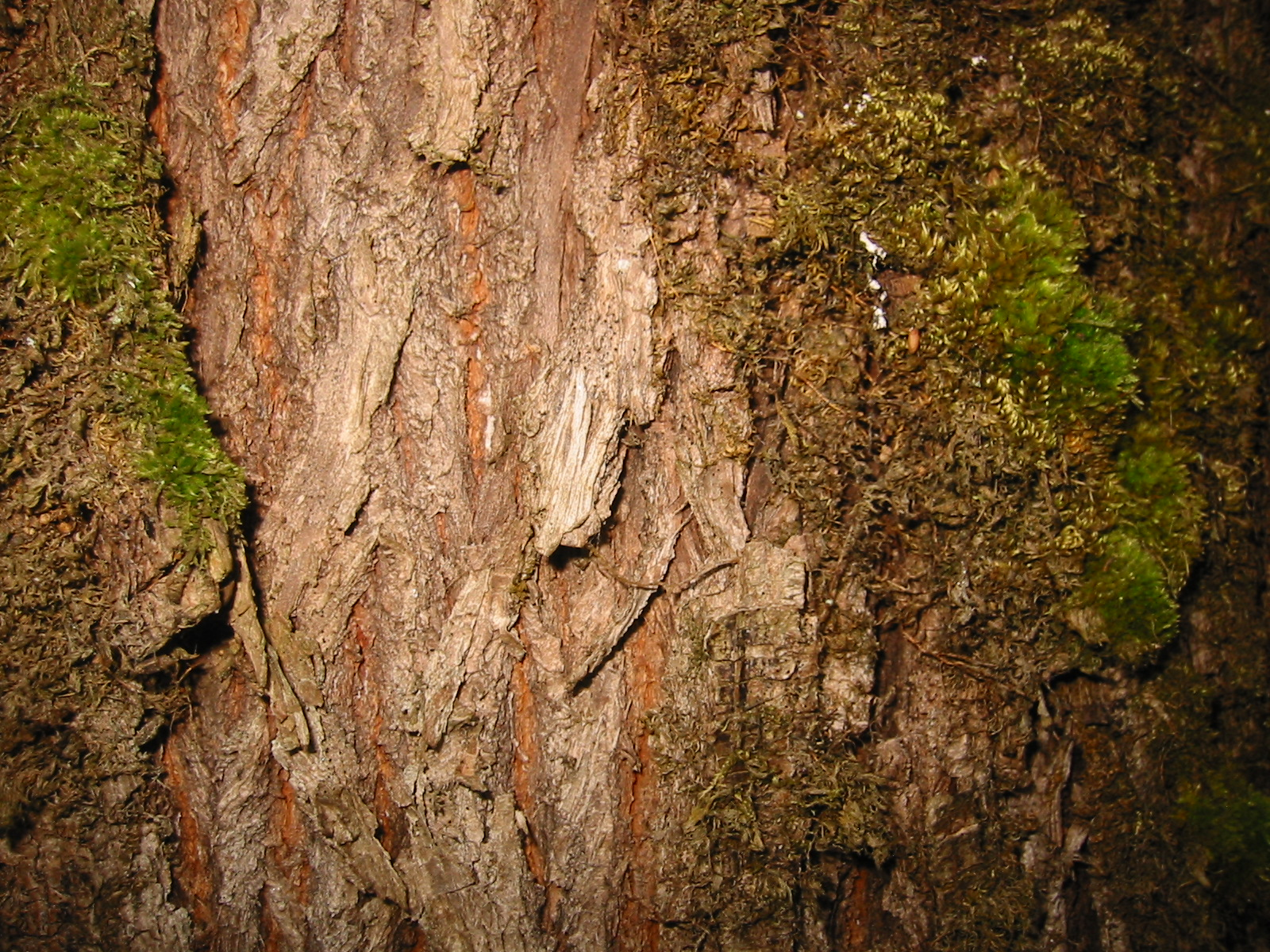
Borke

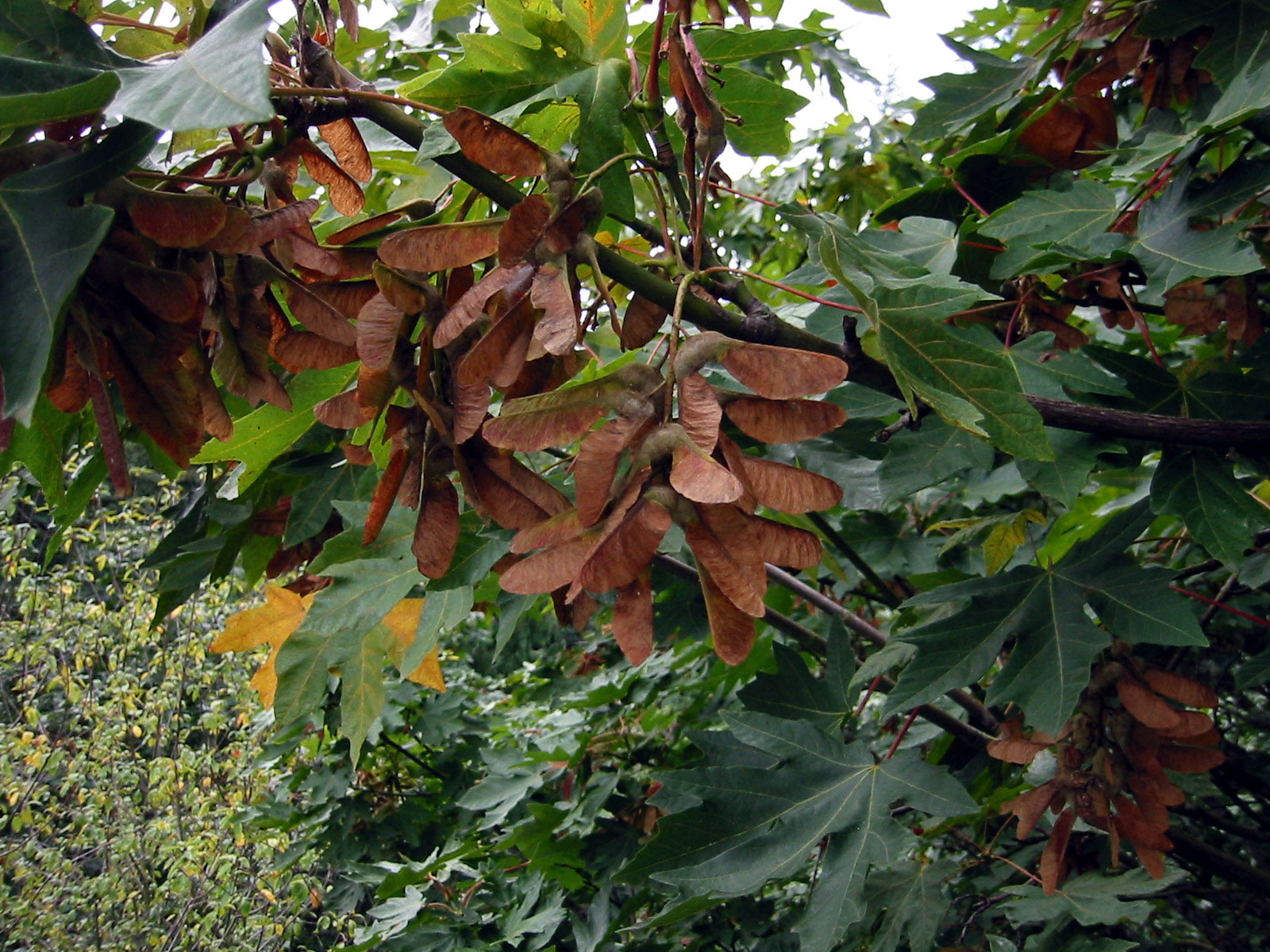
Fruchtstand

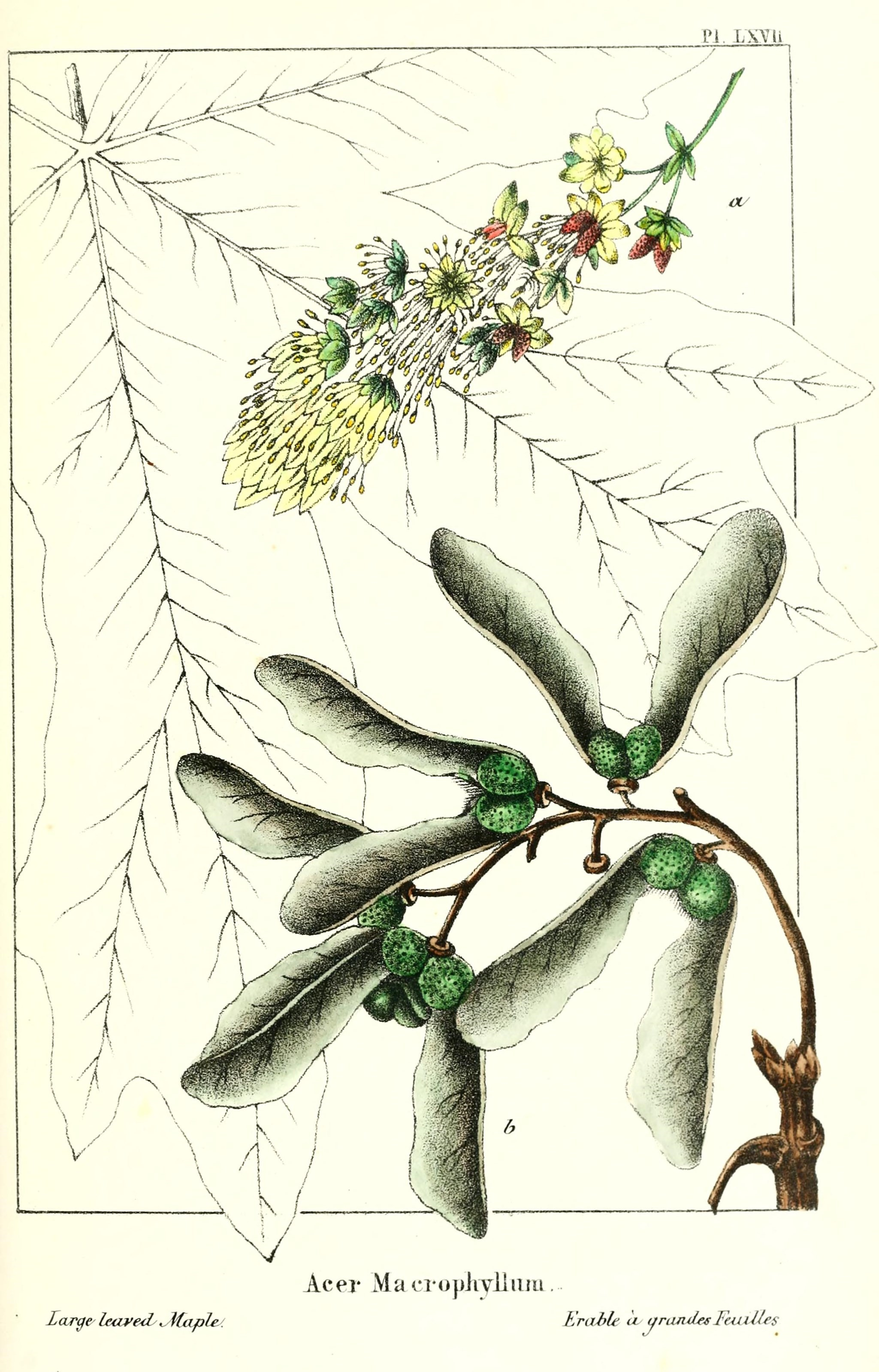
Illustration aus The North American sylva, Tafel LXVII

### Vegetative Merkmale
Der Oregon-Ahorn wächst als starkwüchsiger, sommergrüner Baum und erreicht Wuchshöhen bis zu 30, in Einzelfällen bis über 40 Metern, bei Stammdurchmessern bis über 1,3 Metern, selten bis über 2,5 Metern. Im dichten Waldbestand wachsend bildet er eine schlanke Baumkrone aus und wird bis etwa zur Hälfte des Stammes hoch astrein. Im Freistand bildet er eine breitere, lockere Krone aus. Oft wächst er auch mehrstämmig. Die Rinde junger Bäume ist braunrot bis braungrün mit rosafarbenen Lentizellen. Später ist die Borke gräulich bis grau-braun und rissig bis furchig. Die jungen Zweige sind im Vergleich mit anderen Ahornarten sehr dick und zunächst dunkelgrün mit kleinen weißen Lentizellen.
Die Laubblätter sind die größten unter allen Ahornarten. Die gegenständig an den Zweigen angeordneten Laubblätter sind in Blattstiel und -spreite gegliedert. Der gelbgrüne bis rote Blattstiel ist 20 bis 30 Zentimeter lang. Die große, dünne, ledrige und herzförmige, gespaltene bis geteilte, spitze bis zugespitzte Blattspreite ist bei einer Länge von 19 bis 27 Zentimetern sowie einer Breite von 25 bis 35 Zentimetern meist fünflappig, selten siebenlappig. Es können aber auch noch viel größere Blätter vorkommen. Die Lappen sind spitz bis zugespitzt. Die End- und Mittellappen sind selbst dreilappig und weist wenige stumpfe bis spitze Zähne auf; die anderen Blattlappen sind nahezu ungezähnt und überwiegend ganzrandig. Die Blattoberseite ist dunkelgrün bis dunkel-gelblichgrün und glänzend. Die Unterseite ist heller, fahl und weist Achselbärte entlang der Mittelrippe auf. Die Herbstfärbung ist an den Naturstandorten prächtig bunt orangefarben mit Schattierungen von gelb bis braun. In Mitteleuropa färbt sich das Laub im Herbst dagegen meist nur mattbraun.

### Generative Merkmale
Der Oregon-Ahorn ist einhäusig monözisch und heterdichogam. Das heißt jedes Baumexemplar entwickelt gleichzeitig männliche und weibliche Blüten. 
Die Blütezeit liegt nach dem Blattaustrieb im Mai. An überhängenden, 10 bis 25 Zentimeter langen, traubigen bis rispigen Blütenstände sind viele Blüten vorhanden.
Die duftenden, kleinen, funktionell eingeschlechtigen, gestielten und grünlich-gelben Blüten sind bei einem Durchmesser von etwa 3 Millimetern radiärsymmetrisch mit doppelter Blütenhülle. Die Blüten erscheinen vor den Blättern. Bei männlichen Blüten ist ein Pistillode sowie bis zu 10 vorstehen, schlanke Staubblätter mit im unteren Teil behaarten Staubfäden vorhanden und bei weiblichen Blüten sind Staminodien mit Antheroden vorhanden. Die Narbenäste sind weißlich bis grünlich und der oberständige, abgeflachte Fruchtknoten ist behaart. Es ist jeweils ein Diskus vorhanden.
Die zweiteiligen Nussfrüchte sind geflügelt und mit bis etwa rechtwinkliger Spreizung der Flügel. Die Teilfrucht ist bis 4 Zentimeter lang und bis 2,5 Zentimeter breit. Die „Samennüßchen“ sind dick und borstig behaart.

Verbreitungskarte

## Verbreitung
Die Heimat des Oregon-Ahorns liegt im westlichen Nordamerika nahe der Pazifikküste; in Nord-Süd-Richtung reichen die Vorkommen vom südöstlichen Teil Alaskas über den Westteil der kanadischen Provinz British Columbia und die US-Bundesstaaten Washington und Oregon bis ins nördliche Kalifornien.

## Nutzung
In Mitteleuropa wurde der Oregon-Ahorn relativ selten gepflanzt. Als Jungpflanze ist diese Art in Mitteleuropa noch frostempfindlich. Ein außergewöhnlich großes Exemplar von etwa 25 Metern Höhe und einem Stammumfang von 2,50 Metern wächst im Stadtpark Bochum.
Das Holz wird unter anderem bei der Möbelherstellung genutzt, zum Beispiel für massive Ahorntischplatten, sowie für Schnitz- und Drechslerarbeiten. Der Baum liefert auch ein ausgezeichnetes Brennholz.
Junge Zweige eignen sich ähnlich wie Weidenruten für Flechtwerk. Der Baumsaft kann ähnlich dem des Zuckerahorns verwendet werden, ist aber nicht ganz so zuckerhaltig. Die Blätter gebraucht man in der Küche zum Einwickeln von zu überbackenden Speisen wie Obst oder Wurzelgemüse. Die gelben nektarhaltigen Blütenstände sind ebenfalls essbar.

## Systematik
Die Erstbeschreibung von Acer macrophyllum erfolgte 1813–1814 durch den deutsch-kanadischen Botaniker Frederick Traugott Pursh in Fl. Amer. Septentrionale, 1, S. 267.
Synonyme für Acer macrophyllum Pursh sind: Acer auritum Greene, Acer coptophyllum Greene, Acer dactylophyllum Greene, Acer flabellatum Greene nom. illeg., Acer hemionitis Greene, Acer leptodactylon Greene, Acer murrayanum Dippel, Acer palmatum Raf. nom. illeg., Acer platypterum Greene, Acer politum Greene, Acer speciosum Vogel, Acer stellatum Greene,
Acer macrophyllum var. normalis Kuntze not validly publ., Acer macrophyllum var. brevialatum Kuntze, Acer macrophyllum var. imbricatum Kuntze, Acer macrophyllum var. kimballiae Sudw. ex E.Harrar, Acer macrophyllum subsp. kimballiae (Sudw. ex E.Harrar) A.E.Murray.
Die Art Acer macrophyllum gehört zur Serie Macrophylla aus der Sektion Lithocarpa in der Gattung Acer.